# Freeze (breakdance)

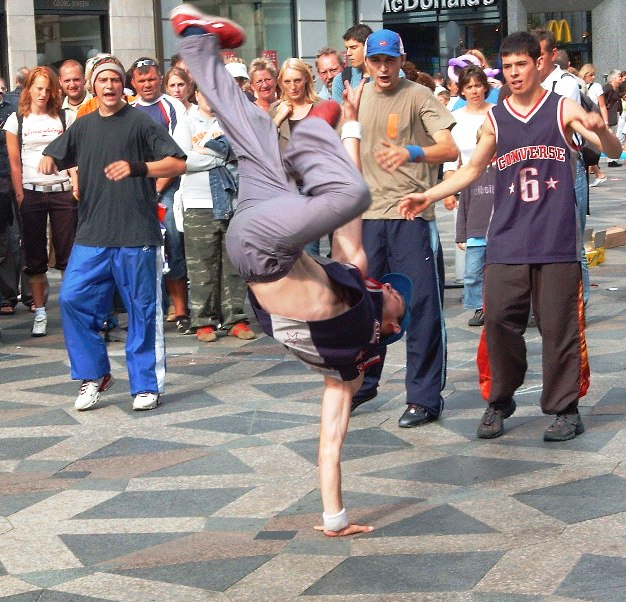
Un B-Boy in powerfreeze.

Per freeze (in inglese "congelamento") si intende una categoria del Bboying o break dance che implica l'arresto tempestivo di ogni movimento corporeo (in accordo con la base musicale) in una posizione dinamica che richiede un buon equilibrio. Da una fase in cui i freeze erano pochi e collegati in maniera standard, si è passati (negli anni novanta) a posizioni sempre più complesse. Nascono infatti i cosiddetti powerfreeze ovvero una sottocategoria di freeze eseguite in posizione verticale, poggiando una o due mani a terra, assumendo posizioni diverse a seconda della propria elasticità, forza e controllo del corpo. Inoltre anche i modi per collegare i freeze con il resto dei movimenti o con altre freeze, è totalmente cambiato. Utilizzando lo stile del threading, ad esempio, si forma un anello con un braccio e una gamba, "inserendo" poi l'altra gamba dentro e fuori dell'anello. Molti freeze sono ora eseguiti in maniera concatenata (definiti combo, acronimo di "combination"). Inoltre gli spin sono spesso combinati con i freeze, creando un maggiore effetto di "congelamento" istantaneo.
Con il termine "clash" si intende il passaggio da un freeze all'altro senza toccare terra (es. da baby a chair)

## Varianti
- Turtle freeze - posizionamento con le mani a terra, un gomito sugli addominali, e sollevamento delle gambe
- Crab freeze - variante del freeze ma con entrambi i gomiti sugli addominali
- Baby Freeze - variante del freeze con la rotazione del busto in modo da poggiare un ginocchio al gomito libero
- Head Stand - verticale sulla testa con le gambe poggiate
- Pencil freeze - variante dell'headstand ma senza le mani a terra, stando sulla testa
- Chair - variante del freeze con il gomito dietro la schiena e sia la testa che le gambe appoggiate a terra
- Airbaby - bloccaggio con un braccio a terra, e un ginocchio su quel braccio, con l'altra gambe distesa in aria
- Invert - variante dell'handstand, con le gambe aperte e la testa che va verso il dentro
- Airchair - variante del chair ma senza poggiare la testa e la schiena per terra
- Air freeze - handstand su una mano sola
- Air Jordan (powerfreeze) - variante dell'handstand, con il busto girato in modo che la schiena sia parallela al suolo
- Tilting Toower -
- Hollowback - variante dell'handstand con le gambe cha vanno leggermente indietro e la testa che spinge verso fuori, prendendo una posizione obligua
- Shoulder Freeze - freeze su una spalla
- Elbow Freeze - handstand con uno o due gomiti a terra
- Headhollowback - hollowback ma con la testa a terra
- Handstand(verticale) - freeze con le gambe in alto reggendosi solo con le mani